# پانسیون دختران
پانسیون دختران فیلمی به کارگردانی مریم ابراهیم‌وند و تهیه‌کنندگی مریم ابراهیم وند محصول سال ۱۳۹۲ است.
برنده جام طلایی از جشنواره بین‌المللی فیلم شیملا در کشور هند
برنده جام طلایی از جشنوار فیلم بین‌المللی مونیخ آلمان

## خلاصه داستان
این فیلم به برخی مشکلات و آسیب‌های اجتماعی در زندگی دختران و زنان آسیب دیده می‌پردازد.